# 香鳞毛蕨
香鳞毛蕨（学名：Dryopteris fragrans）为鱗毛蕨科鱗毛蕨屬植物，分布於日本、俄罗斯、朝鲜、欧洲、北美洲以及中国大陆的辽宁、吉林、黑龙江、内蒙古、河北、新疆等地，生长於海拔700米至2400米的地区，多生於林下、峭壁。
其种加词“Fragrans”意为“芳香的”，“有着甜美气味的”。
香鳞毛蕨植株小巧雅致，略具香气，可入药。株高20－30厘米。香鳞毛蕨对真菌病、银屑病、皮肤瘙痒及过敏、类风湿性关节炎都有一定的疗效。